# Song Sun-bong
Song Sun-bong (* 2. Oktober 1952) ist ein ehemaliger nordkoreanischer Kunstturner. Bei den Asienspielen konnte er eine Silber- sowie zwei Bronzemedaillen gewinnen.

## Karriere
Song Sun-bong nahm an den Olympischen Sommerspielen 1980 in Moskau teil. Gemeinsam mit Cho Hun, Han Gwang-song, Kang Gwang-song, Kim Gwang-jin und Li Su-gil belegte er im Mannschaftsmehrkampf den neunten Rang. Darüber hinaus erreichte der Nordkoreaner folgende Platzierungen:
- Einzelmehrkampf: 60. Platz
- Boden: 30. Platz
- Sprung: 41. Platz
- Barren: 62. Platz
- Reck: 49. Platz
- Ringe: 50. Platz
- Pauschenpferd: 60. Platz